# سیدالعراقین
میرسیّد عبدالحسین مدّرس خاتون آبادی ملّقب به سیّد العراقین میرزا مهدی بن میرمعصوم خاتون آبادی و نسبش به میر محمّد اسماعیل (مدرّس کبیر خاتون آبادی)، مفسّر قرآن و اوّلین مدرس مدرسه چهارباغ در دوره صفوی، می‌رسد.
سید العراقین از فقهای برجسته اصفهان و از مدرّسین معروف مدارس علوم دینی در قرن چهاردهم هجری بود که به سال ۱۲۹۴ق. در اصفهان متولّد شد.
اجداد سیدالعراقین عموماً از علمای بزرگ اصفهان و روسای علمی و دینی این شهر بوده و به مناسبت سکونت در محله پا قلعه (از محلّات قدیم اصفهان) به سادات پاقلعه معروف شده‌اند.

## اساتید
- سید محمدکاظم طباطبایی یزدی
- آخوند خراسانی
- میرزای شیرازی
- حاج آقا رضا نهاوندی
- ملاعلی نهاوندی[۲]

## درگذشت
سیدالعراقین در شب چهارشنبه دهم شوال ۱۳۵۰ قمری وفات یافت و در تخت فولاد به خاک سپرده شد. برای او بقعه‌ای بنا کردند که پس از وی نیز عده‌ای از مجتهدین و بزرگان علمی در آن به خاک سپرده شدند و به تکیه سیدالعراقین شهرت یافت.